# Chorodnodes rothi
Chorodnodes rothi är en fjärilsart som beskrevs av W. Warren 1897. Chorodnodes rothi ingår i släktet Chorodnodes och familjen mätare. Inga underarter finns listade i Catalogue of Life.